# Cantonul Brioude-Nord
Cantonul Brioude-Nord este un canton din arondismentul Brioude, departamentul Haute-Loire, regiunea Auvergne, Franța.

## Comune
- Beaumont
- Bournoncle-Saint-Pierre
- Brioude (parțial, reședință)
- Cohade
- Lamothe
- Paulhac
- Saint-Beauzire
- Saint-Géron
- Saint-Laurent-Chabreuges